# Château d'Allemans-du-Dropt
Le château d'Allemans-du-Dropt est un château situé à Allemans-du-Dropt en Lot-et-Garonne.

## Histoire

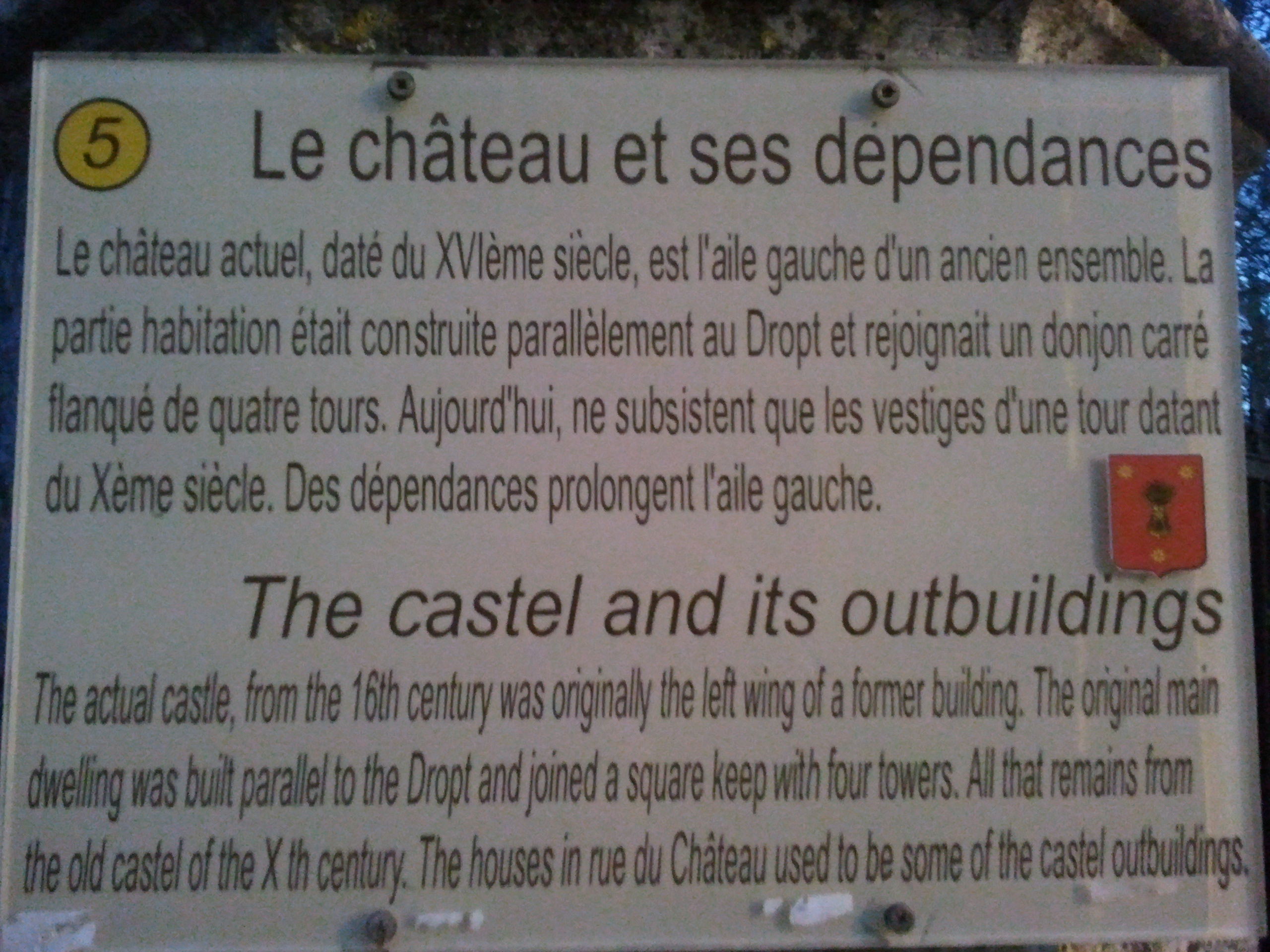
Plaque d'information du château.

Le château primitif a été construit au XIIIe siècle. Il subsiste une de ses tours d'angle qui est ronde à la base, octogonale dans sa partie supérieure avec une coupole nervurée.
Au XIVe siècle le château est donnée à Bertrand de Goth, seigneur de Monteux et neveu du pape Clément V par le roi d'Angleterre qui souhaite en faire un de ses fidèles. La famille de Goth est une des plus puissantes de Guyenne du XIIIe au XIVe siècle. Bertrand de Goth a prévu dans son testament que sa fille Régine soit son héritière universelle mais avec une clause de substitution dans le cas où elle décèderait sans héritier. Bertrand de Goth est mort. en 1324. Sa fille Régine de Goth est mariée au comte d'Armagnac Jean Ier. Régine de Goth meurt sans héritier en 1325. Il va s'ensuivre une période de contestations d'héritage entre le comte d'Armagnac et les héritiers prévus dans la substitution. En 1336, le château est la propriété d'un neveu, Bernard de Lamotte.
Au XVe siècle, le château est la propriété de la famille Ricard, famille de notaires habitant le château de Frémauret, à Roumagne.
Pierre de Ricard étant mort sans enfants, sa veuve Jeanne de Bouilhaguet épouse le 18 décembre 1575 au château d'Allemans Jean de Vaucocour, écuyer.
Il passe ensuite à la famille des Cars, puis à la famille de Sansac, originaire de la Saintonge venue s'installer à Allemans en 1654, qui l'a conservé jusqu'à la Révolution.
Le château primitif, ruiné à la Révolution, fut démoli à cause de son état de dégradation. Seule l'aile ouest a été conservée ainsi qu'une tour.
Cette aile a dû être construite au XVIe ou au début du XVIIe siècle. On peut voir des fenêtres à meneaux et une porte à linteau de cet ancien édifice. Ce corps de logis a été remanié en lui adjoignant deux pavillons situés de part et d'autre du corps central.
La tour du château a été inscrite au titre des monuments historiques en 1984.